# Saison 17 de Navarro
Chronologie
Saison 16 Saison 18
Cet article présente la liste des différents épisodes de la dix-septième saison de la série télévisée Navarro.

## Distribution[1]
- Roger Hanin (Antoine Navarro)
- Emmanuelle Boidron (Yolande Navarro)
- Maurice Vaudaux (Commissaire divisionnaire Waltz)
- Jacques Martial (Bain-Marie)
- Catherine Allegret (Ginou)
- Daniel Rialet (Inspecteur Joseph Blomet)
- Christian Rauth (Inspecteur René Auquelin)
- Marie Fugain (Carole Maudiard)
- Filip Nikolic (Boldec)
- Anthony Dupray (Paoli)
- Jean-Claude Caron (Borelli)

## Épisodes

### Épisode 1
Nicole Calfan (Brigitte Frachon)

Raphaël Baudoin (Laurent Frachon)

Jean-Louis Tribes (Francis Fitoussi)

Filip Nikolic (Boldec)

Jean-François Poron (Pierre Frachon)

### Épisode 2
Jessica Beudaert (Marylou)

Béatrice Agenin (madame Sabrina)

Alexia Portal (Sophie Calogese)

André Valardy (André le barman)

### Épisode 3
Michel Creton (Jean Girardin)

Babsie Steger (Diane de Pasquelier)

Guillaume Zublena (Xavier)

Marie Fugain (Carole Maudiard)

Vanessa Demouy (Nathalie Favier)

### Épisode 4
Bernard Larmande (Carlo)

Cécile Richard (Valérie Legrand)

Éric Franquelin (Brice Doumere)

Mathilde Blache (Jeanne Legrand)

Ambre Rochard (Diane Lemaire)

### Épisode 5
Patrick Ligardes (Berthier)

Anthony Dupray (Paoli)

Jean-Louis Tribes (Bruno Vannier)

Amandine Maudet (Sabrina)

Virginie Lanoue (Marie-Laure Vannier)

Herbert Léonard

### Épisode Hors série
Mathieu Delarive (Pascal Bonenfant)

Arthur Jugnot (Arno Loffeur)

Jacques Spiesser (Maxime Chassignol)

Jean Dalric (Maître Rossi)

Barbara Kelsch (Judith Favier)

Frédéric Amico (Martin Delestaque)

Justine Bruneau de la Salle (Elise)

Hugues Boucher (Philippe Goudes)

Marie-Hélène Lentini (Mlle Rame)

Laurence Guerre (Gisèle Martini)

Cécile Brams

Jamal Djabou (Gardé à vue)

Arnaud Klein (Le greffier)